# Luigi Colani

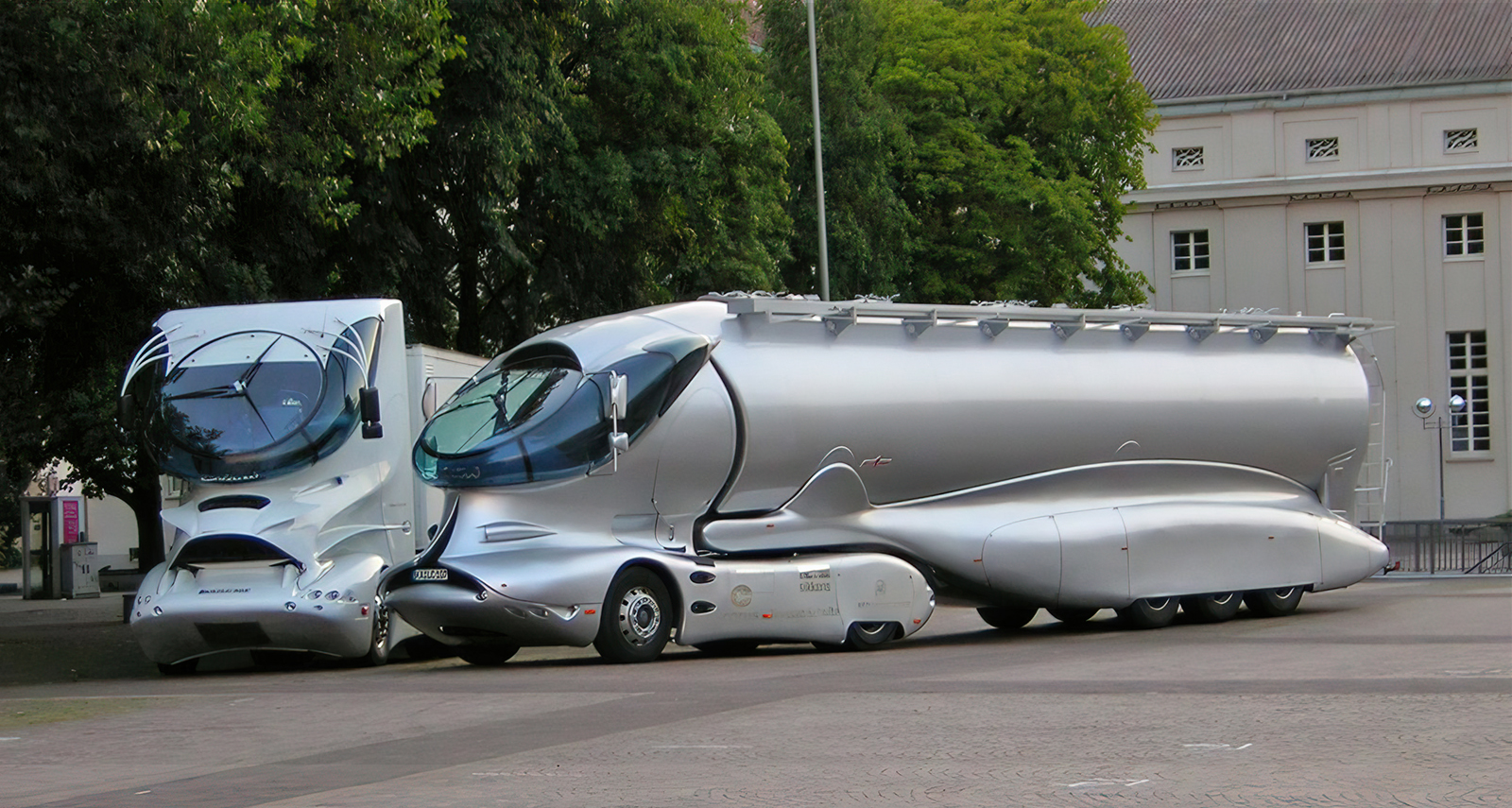
Prototypový vůz na návrh Luigi Colaniho

Luigi Colani (* 3. srpna 1928 v Berlíně jako Lutz Colani, zemřel 16. září 2019 v Karlsruhe ) byl německý průmyslový designér. Vítěz mnoha ocenění ve svém oboru. Colani byl známý svými aerodynamickými, biomorfními formami, které navrhoval pro automobily, letadla a mnoho dalších komodit. Jeho organické tvary označoval jako Biodesign a definoval jako „humanizaci rozhraní člověk-stroj“ s pomocí „ ergonomie a znalostí nejnovějších materiálů.“ Univerzální tvrzení jeho 3D filozofie vedlo k odpovídající optimalizaci téměř všech tvárných objektů. Podle jeho kolegů a novinářů Colani často překonával ostatní návrhy své doby. Colani byl také uznávaným designérem v Japonsku a Číně.

## Život a dílo
Jeho otec byl kurdského původu a pocházel z malé vesnice Madulain nedaleko St. Moritz ve Švýcarsku, jeho matka pocházela z Polska.
Luigi Colani žil v Karlsruhe v Německu. Jeho syn Solon Luigi Lutz pracuje také jako designér, žije v Berlíně.
V roce 1946 promoval na berlínské akademii umění v oboru sochařství a malba.
V roce 1947 studoval aerodynamiku na Sorbonně. V roce 1952 v leteckém podniku McDonnell Douglas v Kalifornii (USA) provedl výzkum v oblasti ultravysokých rychlostí. Poté navrhoval sportovní automobily ve Francii, v roce 1954 získal Zlatou růži na autosalonu v Ženevě za design vozu Fiat 1100.
V 60. letech spolupracoval se společnostmi Alfa Romeo, Lancia, Volkswagen, BMW. V roce 1963 vyvinula Dresdner Bank pro německou banku návrh prasátka ve formě slona - „peněžní skříňka slonů Drumbo“, která se stala velmi oblíbenou a stále se používá jako různé suvenýry, drobnosti a jiné věci.
Od roku 1972 vyvíjel experimentální návrh pro koncerny ThyssenKrupp, Boeing, Rosenthal (elitní stolní keramika), Rockwell International (letadla), Villeroy & Boch (instalatérství).
1972 - vyvíjel design vozu Eifelland Type 21 Formule 1. V roce 1973 otevřel Design Center v Japonsku. V roce 1976 představil první letadlo na světě vyrobené z plastového RFB Fanlineru s rotačním motorem Wankel.
V roce 1981, vůz Colani 2CV, navržený na základě francouzského modelu Citroën 2CV (původní motor a podvozek 2CV), vytvořil světový rekord v spotřebě paliva, spotřeba činila 1,7 litru benzinu na 100 km. V roce 1983 na autosalonu ve Frankfurtu představil prototyp výrobního modelu Porsche 959. Ve stejném roce se Luigi Colani přestěhoval do Japonska. V roce 1984 představil revoluční design kamery Canon HY-PRO s elektronickým hledáčkem a vyvíjel také koncept designu pro fotoaparáty Canon pro nadcházející desetiletí, v důsledku vývoje byla představena řada kamer „5 Systems“.
Od roku 1988 se stal čestným profesorem na univerzitě v Brémách.
V roce 1990 navrhoval architektonické projekty v Japonsku a Thajsku. V roce 1992 proběhla první retrospektiva Colaniho díla v Dortmundu. V roce 1993 vytvořil Colani počítačový design pro Vobis. V roce 1995 bylo v německém Lünenu otevřeno Kolani Design Center. V roce 1997 vytvořil pro Schimmel futuristický design klavíru Colani „Pegasus“, Lenny Kravitz, Princ nebo Eddie Murphy tyto klavíry zakoupili. V roce 1998 se Kolani podílel na návrhu bankovních terminálů. Přicšel s designem lahví na vodu pro Carolinen-Brunnen (Německo). V roce 1999 představil novou sprchovou kabinu pro německou společnost Dusar, navrhoval nábytek pro společnost Kusch & Co.
V roce 2000 představil kolekci brýlí Colani na výstavách optiky v Miláně, Paříži a Las Vegas. V roce 2001 představil projekt nového mikroskopu a kamery pro Seagull (Čína). V roce 2002 představil projekt láhve Colani pro švýcarskou společnost Valser. V roce 2003 vyvíjel uniformu pro hamburskou policii, podílel se na vývoji proudových letadel Alekto-TT62 a realizoval futuristický automobilový projekt Colani Spitzer.
Vytvořeny koncepční vozy pro Porsche, Mazda, Mercedes-Benz, Ferrari, Ford. Od roku 2002 žil v Karlsruhe (Německo).
Byl autorem designu profesionálního fotoaparátu Canon T90 s manuálním ostřením a přezdívaným Tank.

## Soukromý život
Luigi Colani měl dva syny a byl ženatý v polovině 1990 s čínskou Ya-Zhen Zhao. Od roku 2002 měl Colani hlavní bydliště v Karlsruhe, v městské části Neureut, protože mohl být blízko továrny na nákladní vozidla Mercedes Wörth. Do té doby žil od roku 1995 v Šanghaji, a pak v Pej-chaji v jižní Číně. Od roku 2011 měl další bydliště v Miláně. Jeho syn Solon Luigi Colani pracuje jako nezávislý designér a specialista na filmové speciální efekty v Berlíně. Jeho mladší bratr Victor Colani žije v Norderstedtu u Hamburku a dlouhodobě zastává vedoucí postavení v textilním průmyslu. Kromě toho jeho bratr pracoval na částečný úvazek jako návrhář.
Švýcarský výrobce karosérií Jürg Bärtschi patřil od 80. let ke Colaniho nejbližším přátelům. Bärtschi a Colani spolupracovali na mnoha vozidlech a letadlech. Na podzim 2012 představil výstavu o Colaniho tvorbě, kterou zahájil sám Colani. Ve svém volném čase se Colani rád potápěl a jednou řekl, že „třetinu svého života strávil pod vodou v Pacifiku“.
Luigi Colani zemřel v Karlsruhe v roce 2019 po vážné nemoci ve věku 91 let.

## Díla
Od poloviny padesátých let navrhoval automobily (Fiat, Alfa Romeo, Lancia, VW, BMW), od poloviny šedesátých let nábytek. V 70. letech rozšířil své pole působnosti do dalších oblastí, včetně brýlí, dalekohledů pro Bressera, nádobí, letadel, per, televizorů pro RFT Staßfurt (později vyráběné TechniSat ), počítačů a příslušenství, fotoaparátů a ještě mnohem více.

Jedním z jeho nejslavnějších a nejúspěšnějších návrhů je SLR Canon T90 (1986), jehož ergonomický tvar se stal standardem, na kterém jsou založeny digitální fotoaparáty Canon EOS.

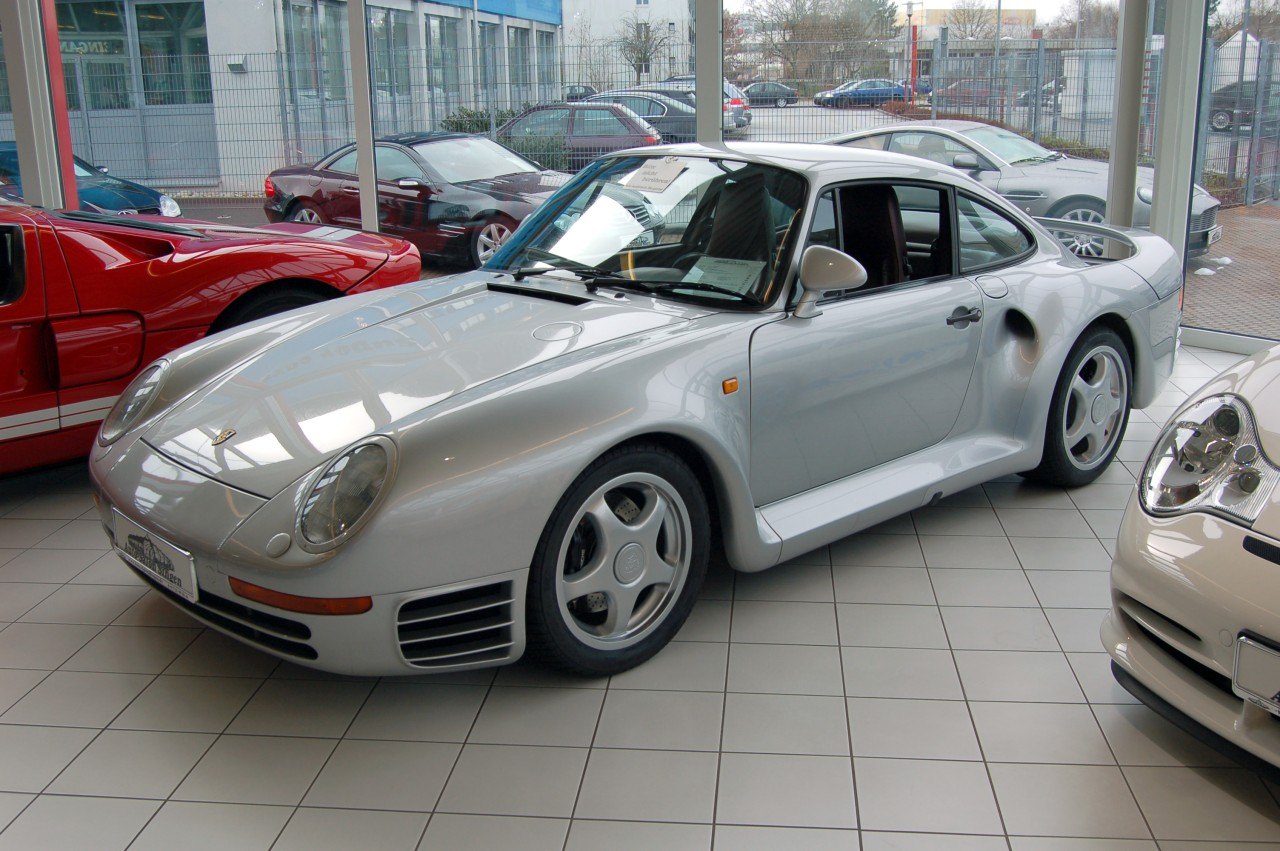
Porsche 959 (1983)
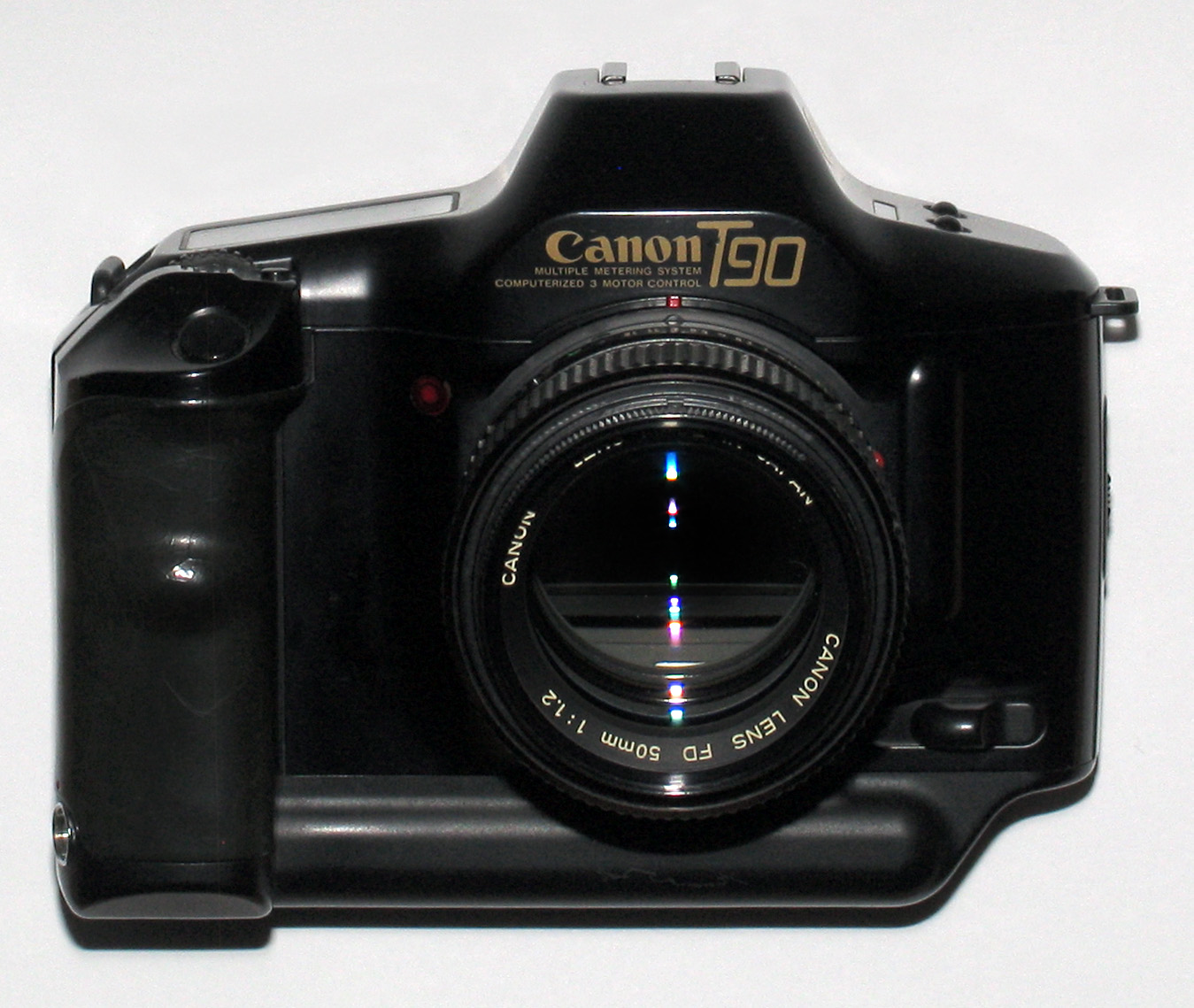
Canon T90 (1986)
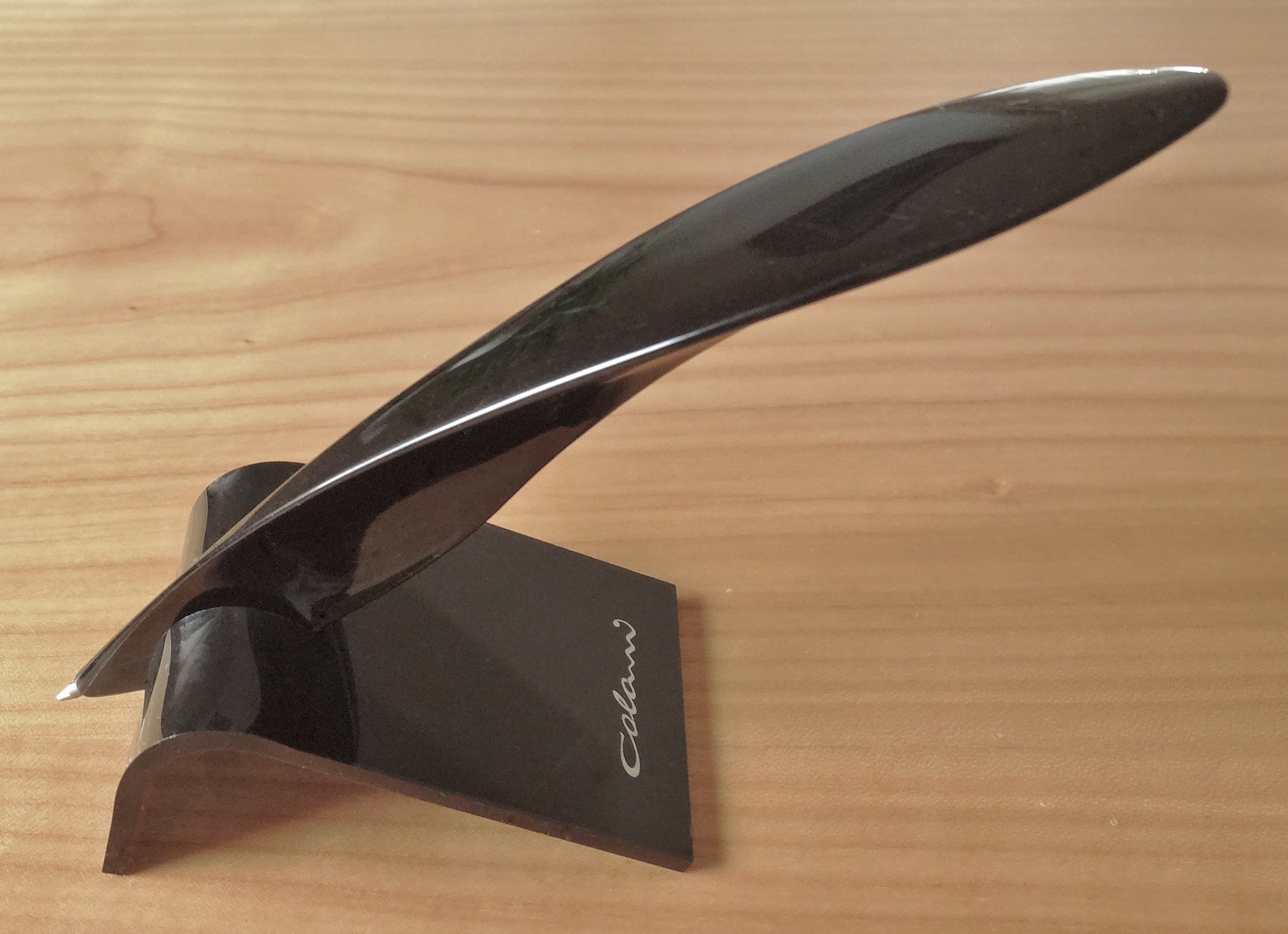
Pero na psaní (1993)
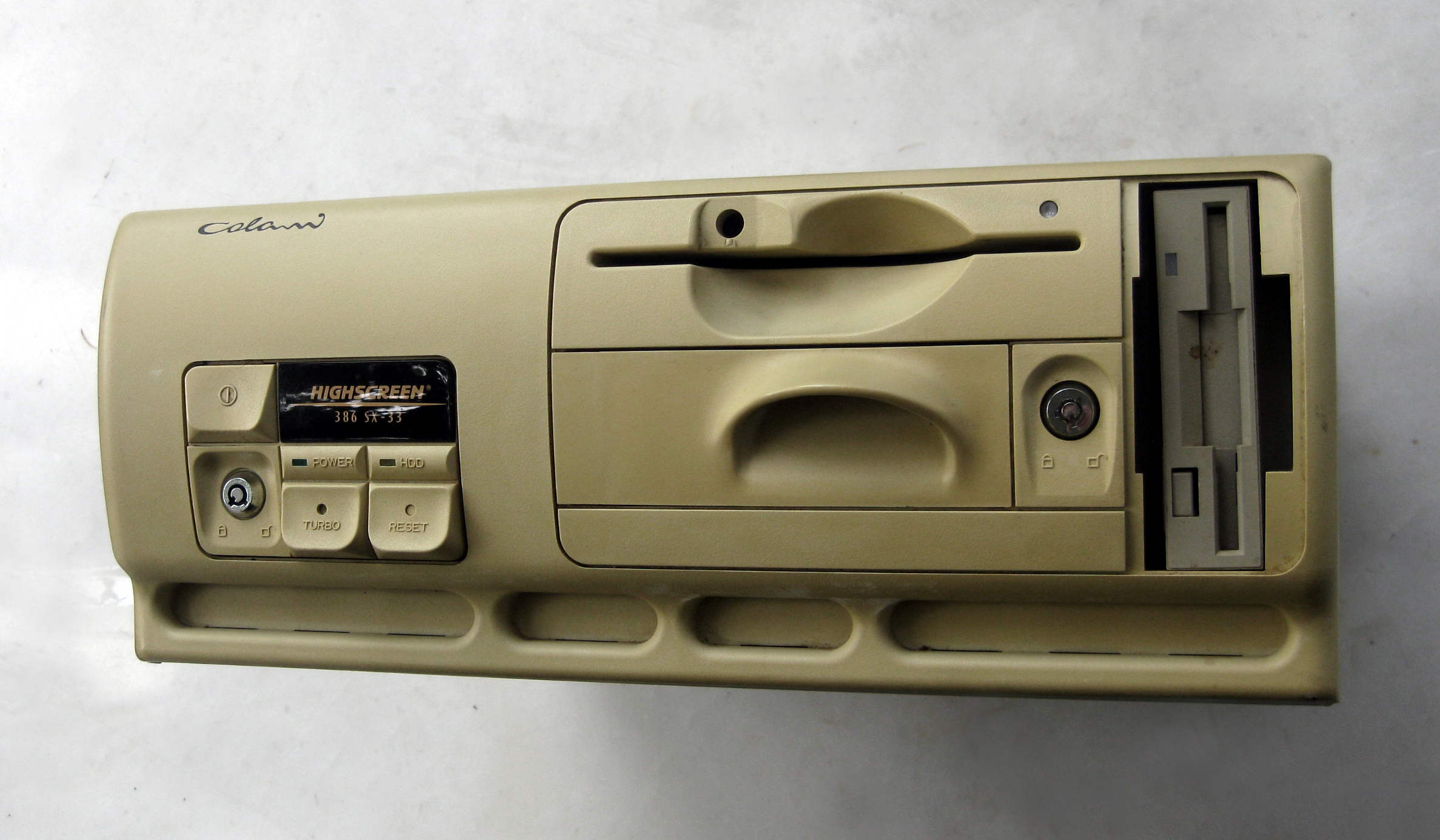
Stolní počítač z 90. let určený pro firmu Vobis
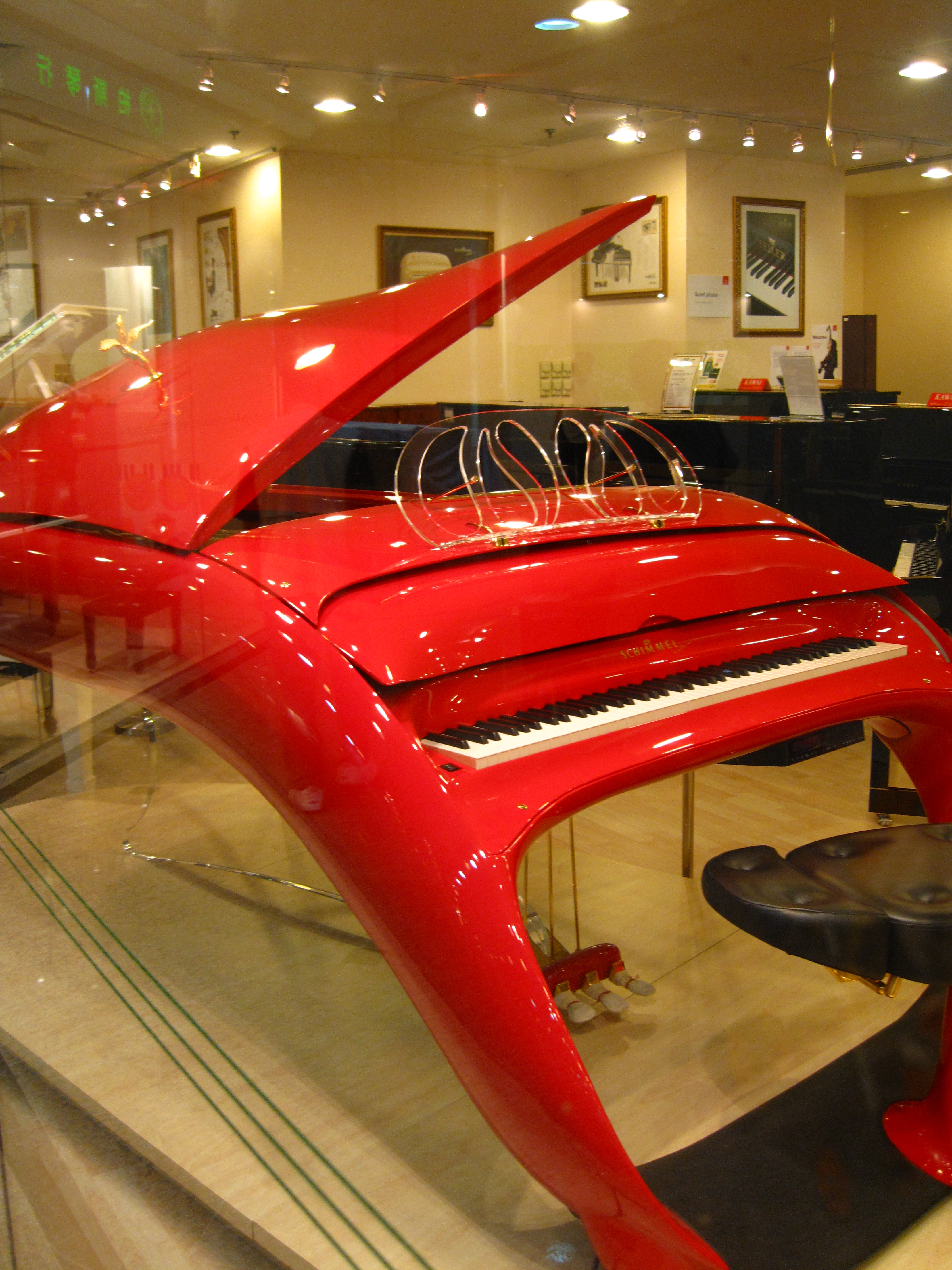
Schemmel K 208 Pegasus (1997)
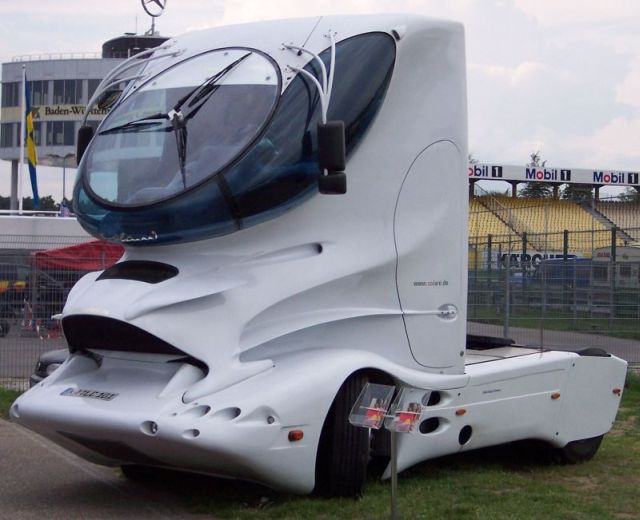
DAF Aero 3000 Truck (2001)
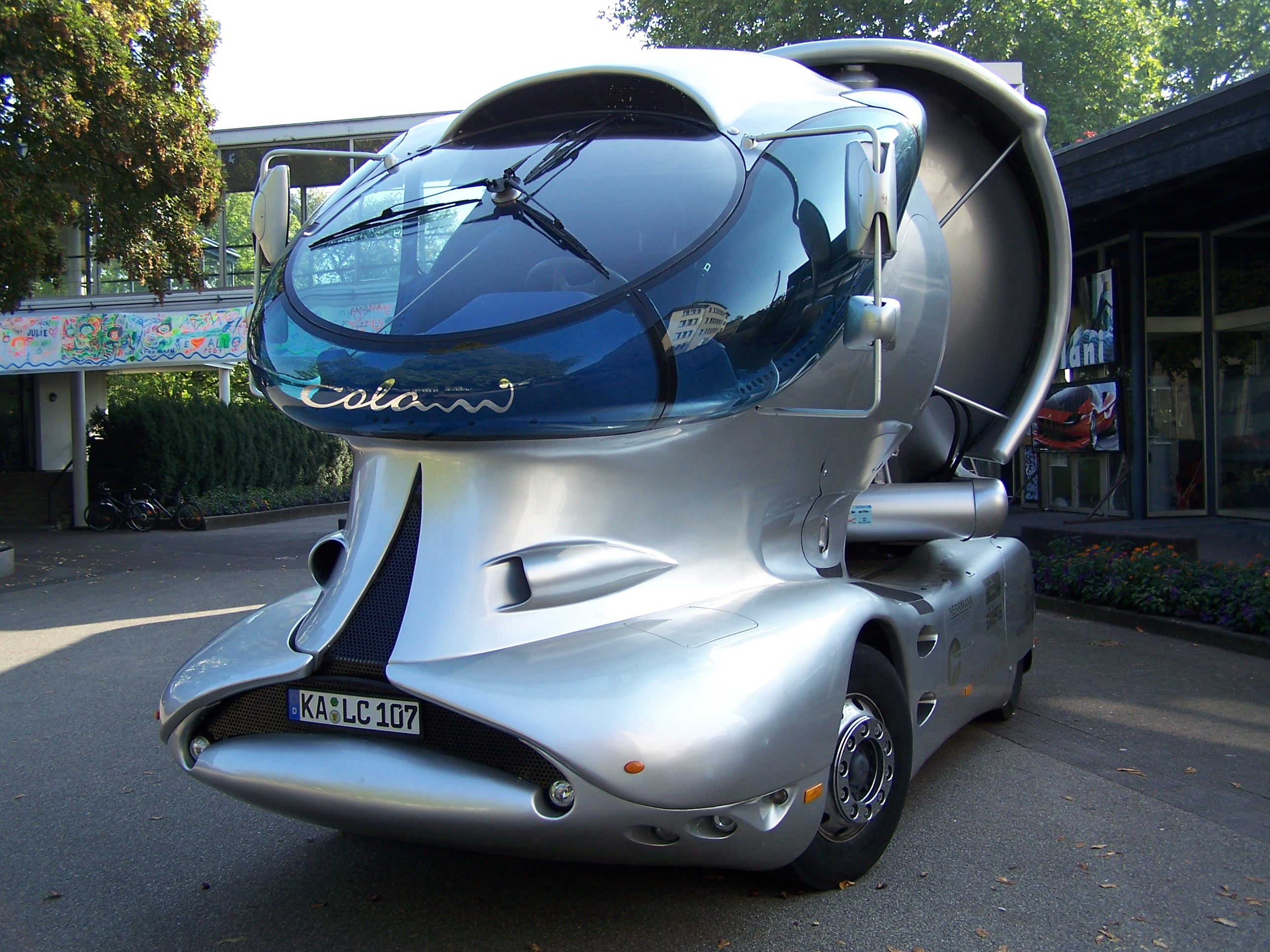
Colani Spitzer-Silo Truck (2002)
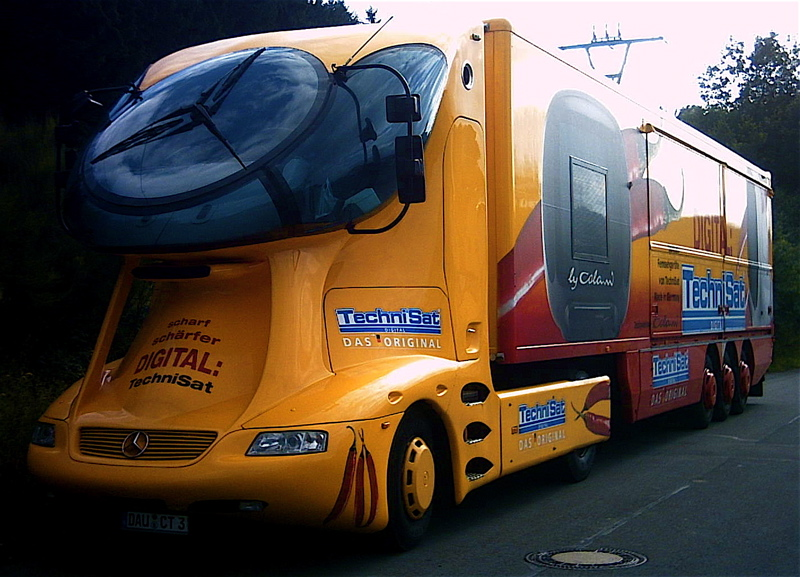
Colani-LKW založené na kamionu Mercedes
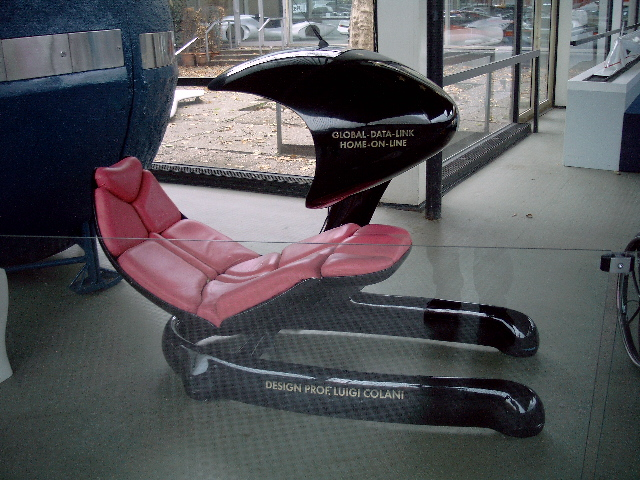
Počítačová pracovní stanice
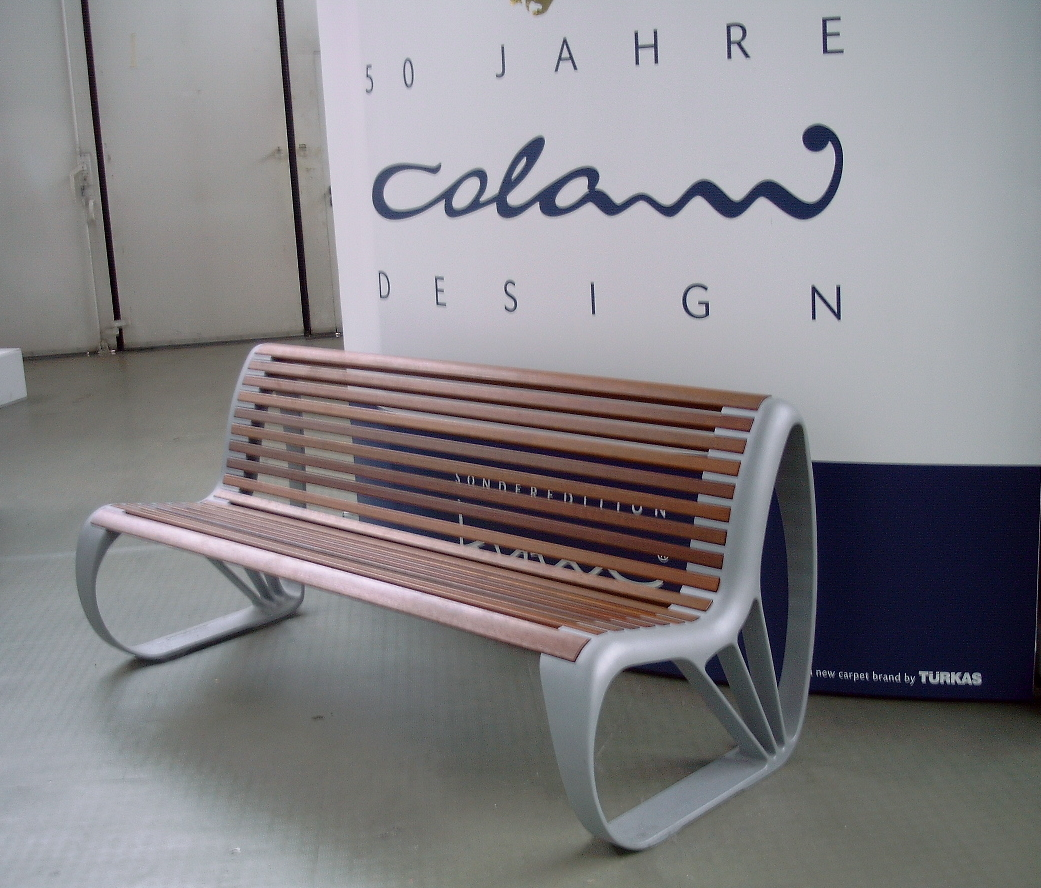
Parková lavička
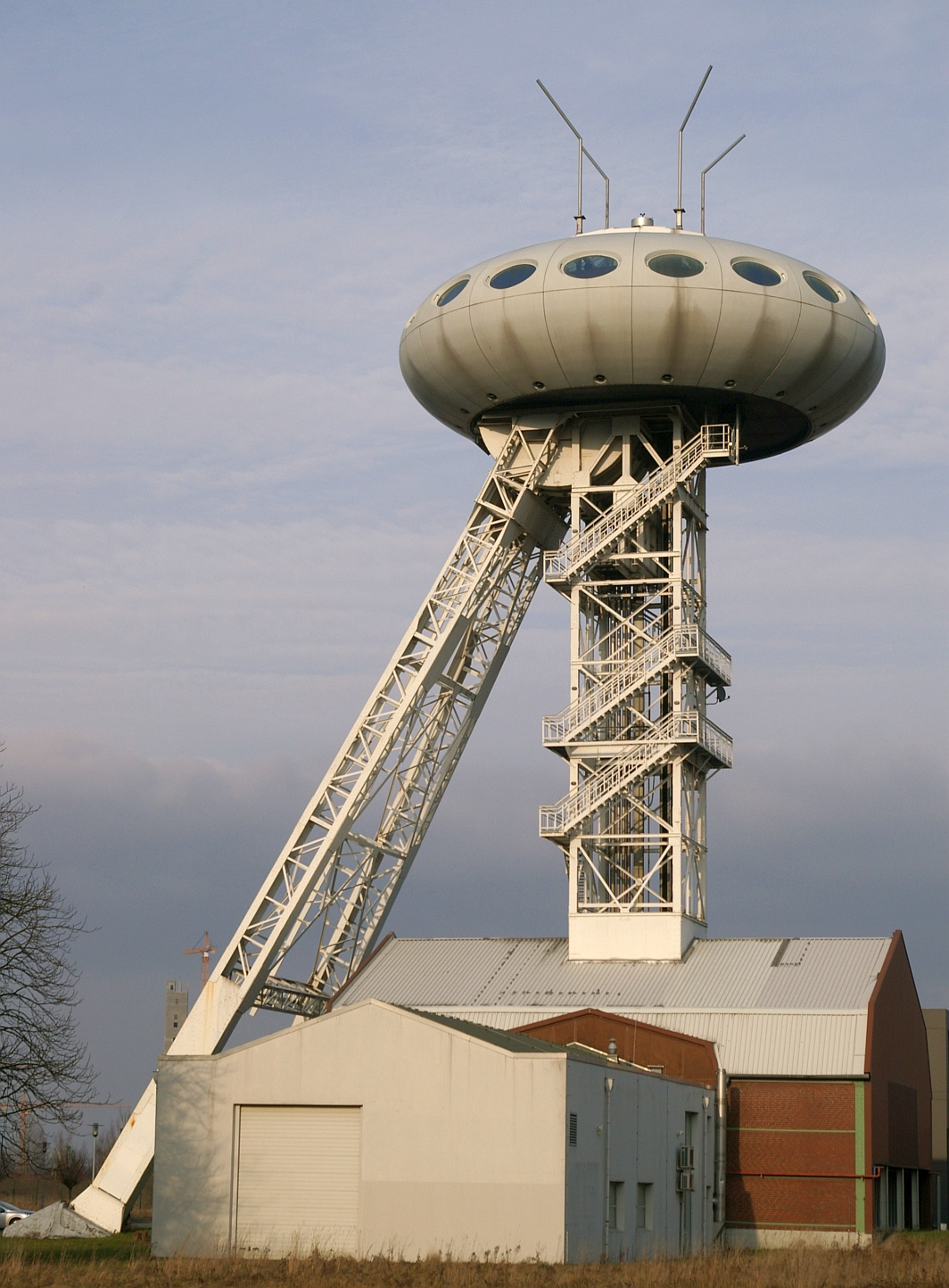
Konferenční sál, Lünen, Německo

## Koncept - automobily
- 1960 Colani GT
- 1963 BMW 700 (Colani)
- 1968 Colani C-Form
- 1970 Colani Le Mans Prototype
- 1970 Colani C 112
- 1972 Eifelland Type 21 (Формула-1)
- 1976 Colani L’Aiglon
- 1976 Volkswagen Turbo Polo (Colani)
- 1977 Volkswagen Prototype (Colani)
- 1977 Colani Sportscar Prototype
- 1978 Colani New RS
- 1978 Ford GT80 (Colani)
- 1978 Colani Truck 2001
- 1979 Colani Sea-Ranger
- 1981 BMW M2 (Colani)
- 1981 Colani 2CV
- 1983 Mazda Le Mans Prototype (Colani)
- 1985 Mercedes-Benz Le Mans Prototype (Colani)
- 1987 Colani GT 2
- 1987 Lada Gorbi (Colani)
- 1989 Ferrari Testa d’Oro (Colani)
- 1989 Colani Corvette
- 1989 Colani Utah 6
- 1989 Colani Utah 8
- 1989 Ford Prototype (Colani)
- 1991 Colani Corvette Prototype Racer
- 1991 Colani Stingray
- 1995 Mercedes-Benz Vision 2005 Truck (Colani)
- 1996 Colani Horch Mega-Roadster
- 1999 Colani Mamba
- 2001 Colani Schanghai
- 2001 DAF Aero 3000 Truck (Colani)
- 2002 Colani Spitzer-Silo Truck
- 2006 Colani SuperTruck
- 2006 Colani Street-Ray
- 2006 Colani Yellow Egg